# Phénylméthanediol
Le phénylméthanediol est composé aromatique constitué d'un cycle benzénique, substitué par un groupe méthyle porteur d'une fonction diol géminal.  C'est la forme hydratée du benzaldéhyde, un intermédiaire réactionnel de courte durée de vie dans certaines réactions, par exemple l'oxydation du toluène ou du benzaldéhyde, ou encore la réduction de l'acide benzoïque.